# Монте-Консолино
Монте-Консолино (итал. Monte Consolino) — вершина в массиве Серре-Калабрези.
Высота над уровнем моря — 701 м. Гора расположена к востоку от Реджо-ди-Калабрии на территории метрополитенского города.
У подножия горы расположена коммуна Стило. В долине между Консолино и горой Монте-Стелла расположен городок Бивонджи, а в долине между Консолино и Монте-Маммикомито (ит.) — коммуна Паццано. На территории коммуны Стило на вершине горы расположены развалины Норманнского замка XI века, а у подножия — византийская Каттолика IX века. На склонах горы имеются гроты — пещеры, где в Средневековье жили монахи-отшельники. В некоторых из них сохранились фрески. Самой известной из них является пещера Сант-Анджело (ит.), которая в прошлом использовалась византийскими монахами православного вероисповедания в качестве монастыря. В ней расположена фреска с изображением обнимающихся святых под благословением Иисуса Христа. До сих пор ведутся споры, кто изображён на ней — апостолы Пётр и Павел или Косма и Дамиан.
- Руины Норманнского замка у вершины
- Монте-Консолино на расстоянии
- На горной тропе
- На вершине горы